# Cephalophus natalensis
El cefalofo de Natal (Cephalophus natalensis) es una especie de pequeño antílope del género Cephalophus autóctono del África austral. Se encuentran en Malaui, Mozambique y el sur de Tanzania.